# Izvorul din satul Horodiște (raionul Dondușeni)
Izvorul din satul Horodiște este un monument al naturii de tip hidrologic în raionul Dondușeni, Republica Moldova. Este amplasat la est de satul Horodiște. Ocupă o suprafață de 5 ha, sau 5,5 ha conform unor aprecieri recente. Obiectul este administrat de SRL „Lacul albastru”.

## Descriere
Izvorul este amplasat la mijloc de cale între satele Horodiște și Crișcăuți, din care cauză în diferite surse apare sub diferite denumiri în legea privind fondul ariilor naturale protejate de stat se numește „Izvorul din satul Horodiște”, în timp ce pe panoul informativ instalat nemijlocit lângă izvor este scris „Izvorul Crișcăuți”, iar specialiștii îl identifică, neutru, ca „Izvorul dintre satele Horodiște și Crișcăuți”.
Locul de amplasare este o vâlcea prin care curge râulețul Căinari, afluent al Răutului. Malurile sunt populate de vegetație de luncă și palustră și de câțiva arbori și arbuști. Infrastructura este compusă dintr-o construcție rotundă din piatră, o fântână acoperită cu țeavă de evacuare a apei și mai multe rezervoare de acumulare de mare capacitate, de unde apa este pompată spre o linie de îmbuteliere a apei, la 50 m de izvor.
Izvorul are apă rece, este oligomineral după gradul de mineralizare și descendent de vale din punct de vedere geologic. După compoziția chimică este un izvor cu apă hidrocarbonat-sulfatată–calciu-magneziu-sodică. Apa este potabilă, fără miros, incoloră, neutră (pH 7,2) și nepoluată cu nitrați (22 mg/l, adică 44% din concentrația maxim admisă).

## Statut de protecție
Izvorul este un obiect hidrologic cu debit mare, de 60 l/min. Reprezintă principala sursă de apă a locuitorilor satului Horodiște și este valorificat industrial de o firmă de îmbuteliere a apei din Crișcăuți.
Din 1998, conform Legii nr. 1538 privind fondul ariior naturale protejate de stat, izvorul are statut de monument al naturii. În anexele legii, se atestă că acesta aparținea Întreprinderii Agricole „Horodiște”. Între timp, izvorul a trecut în proprietatea SRL „Lacul albastru”.
În preajma izvorului au loc sporadic pășunatul animalelor și depozitarea deșeurilor. Este recomandată înlocuirea panoului informativ cu unul care ar oferi mai multe detalii despre aria protejată.